# Грейнджер (Техас)
Грейнджер (англ. Granger) — місто (англ. city) в США, в окрузі Вільямсон штату Техас. Населення — 1183 особи (2020).

## Географія
Грейнджер розташований за координатами 30°43′6″ пн. ш. 97°26′28″ зх. д. / 30.71833° пн. ш. 97.44111° зх. д. (30.718294, -97.441141).  За даними Бюро перепису населення США в 2010 році місто мало площу 1,73 км², з яких 1,73 км² — суходіл та 0,00 км² — водойми.

## Демографія
Згідно з переписом 2010 року, у місті мешкало 1419 осіб у 504 домогосподарствах у складі 325 родин. Густота населення становила 820 осіб/км².  Було 578 помешкань (334/км²).
Расовий склад населення:
| - 77,4 % — білих - 7,0 % — чорних або афроамериканців - 0,6 % — корінних американців - 0,5 % — азіатів - 11,1 % — осіб інших рас |

До двох чи більше рас належало 3,3 %. Частка іспаномовних становила 33,1 % від усіх жителів.
За віковим діапазоном населення розподілялося таким чином: 21,4 % — особи молодші 18 років, 61,8 % — особи у віці 18—64 років, 16,8 % — особи у віці 65 років та старші. Медіана віку мешканця становила 39,1 року. На 100 осіб жіночої статі у місті припадало 103,0 чоловіків;  на 100 жінок у віці від 18 років та старших — 94,9 чоловіків також старших 18 років.
Середній дохід на одне домашнє господарство  становив 64 468 доларів США (медіана — 43 542), а середній дохід на одну сім'ю — 75 070 доларів (медіана — 50 357). Медіана доходів становила 41 750 доларів для чоловіків та 34 914 долари для жінок. За межею бідності перебувало 21,7 % осіб, у тому числі 31,6 % дітей у віці до 18 років та 24,8 % осіб у віці 65 років та старших.
Цивільне працевлаштоване населення становило 596 осіб. Основні галузі зайнятості: виробництво — 22,0 %, роздрібна торгівля — 13,9 %, науковці, спеціалісти, менеджери — 12,6 %.